# Matti Paatelainen
Matti Paatelainen, född 17 juli 1944 i Äänekoski, är en finländsk före detta fotbollsspelare och tränare. Under karriären spelade han för HPS, HIFK och FC Haka. Dessutom gjorde han 47 landskamper för Finlands landslag.
Paatelainen har tre söner som alla blev fotbollsspelare; Mixu, Mikko och Markus.

## Meriter
FC Haka
- Tipsligan: 1977
- Finlands cup: 1977